# Holger Schmidt (Stadtplaner)
Holger Schmidt (* 1959 in Jena) ist o. Professor für Stadtumbau und Ortserneuerung an der Rheinland-Pfälzischen Technischen Universität in Kaiserslautern.

## Leben
Holger Schmidt studierte an der Universität in Weimar in der Fachrichtung Stadtplanung, wo er im Jahr 1989 auch promoviert wurde. Es folgten die Mitarbeit im Thüringer Büro für Stadt- und Dorfplanung Erfurt, eine freie Mitarbeit der Projektgesellschaft Dessau und die Tätigkeit als Leiter der Akademie und wissenschaftlicher Mitarbeiter im Bereich Werkstatt der Stiftung Bauhaus Dessau. Seit November 2009 ist Schmidt ordentlicher Professor für Stadtumbau und Ortserneuerung an der damaligen TU Kaiserslautern, heute RPTU.

## Jahrbuch Stadterneuerung
Seit 1994 hat Holger Schmidt zahlreiche Beiträge im Jahrbuch Stadterneuerung publiziert. Zwischen 2014 und 2016 gehörte er dem wissenschaftlichen Beirat an. Seit 2016 ist er Mitherausgeber.